# Борисов, Яков Филатович
Яков Филатович Борисов (22 января 1923, Николаев, Одесская губерния — 25 февраля 1996, Николаев) — советский футболист, нападающий. Заслуженный тренер УССР (1970).

## Игровая карьера
Футболом начал заниматься с 13 лет, у тренера Владимира Восковского. В шестнадцатилетнем возрасте дебютировал в чемпионатах СССР в составе «Судостроителя». Молодой талант был замечен тренерами киевского «Динамо» и администратор киевлян Рафаил Фельдштейн увёз Якова в Киев. Сыграть за динамовцев в неоконченном из-за войны чемпионате, Борисову не удалось, но он присутствует на групповых фото команды.
С 1942 года Борисов на фронте. В 1944 в районе Житомира ранен и контужен. После войны проходил восстановление в Николаеве.
В 1946 году вернулся в Киев. Сыграл один сезон за «Динамо» в высшей союзной лиге, но закрепиться в составе не смог, а выступать за дубль не имел желания. В 1947 году выступает за львовский «Спартак». В 1948 году возвращается в Николаев. Два года проводит в «Судостроителе», а затем, когда город потерял представительство в чемпионате СССР, выступает за любительские команды. В 1952 году с командой «Красное Знамя» завоевал серебряные медали чемпионата УССР.

## Тренерская карьера
После завершения активной игровой карьеры учился в николаевском пединституте. Далее на административной работе, которая, главным образом, определяется должностью начальника команды. Это ближайший помощник старшего тренера, главный администратор, первый селекционер. На этой должности, благодаря успеху «Судостроителя» образца 1968 года, получил звание Заслуженный тренер УССР. В 1972 году работал в ивано-франковском «Спартаке», когда тот вышел в первую лигу.